# Velogny
Velogny é uma comuna francesa na região administrativa da Borgonha-Franco-Condado, no departamento de Côte-d'Or. Estende-se por uma área de 3,91 km². Em 2010 a comuna tinha 35 habitantes (densidade: 9 hab./km²).